# Zimbrul Suceava
Zimbrul Suceava a fost o companie producătoare de confecții din România.
A fost cea mai mare fabrică de tricotaje tip bumbac din România.
În martie 1997, firma Flory Financial SRL, societate înființată de cetățeanul american Armand Artinian, la origine român de naționalitate armeană, a cumpărat pachetul de 40% din acțiunile SC ZIMBRUL SA de la FPS București.
Număr de angajați:
- 1999: 464 [2]
- 1998: 1.200 [2]